# Playmates (album)
Playmates è un album discografico del gruppo musicale britannico Small Faces, pubblicato nel 1977 su etichetta Atlantic Records.
Il disco venne inciso da Steve Marriott, Ian McLagan, Kenney Jones e Rick Wills quando riformarono la band nei tardi anni settanta, insieme al successivo 78 in the Shade. Ronnie Lane se ne andò prima dell'inizio della lavorazione dell'album.

## Il disco

### Reunion: 1975–1978
A seguito dello scioglimento dei Faces nel 1975, la formazione originale degli Small Faces decise di riformarsi per breve tempo appositamente per girare un videoclip per la canzone Itchycoo Park, vecchio successo della band inaspettatamente rientrato in classifica. Quindi, il gruppo cercò di incidere nuovamente insieme in studio, ma Lane abbandonò gli altri dopo la prima sessione di prove a causa di un diverbio. All'insaputa degli altri, egli iniziava a risentire dei primi sintomi della sclerosi multipla, e il suo strano comportamento venne erroneamente interpretato da Marriott e soci come semplice alcolismo. Successivamente Lane collaborò con Pete Townshend all'album Rough Mix.
Quindi, McLagan, Jones e Marriott decisero di proseguire ugualmente con il nome Small Faces, reclutando Peter Frampton e Rick Wills, bassista dei Roxy Music, per rimpiazzare Ronnie Lane. Con questa formazione gli Small Faces registrarono due album: Playmates (1977) e 78 in the Shade (1978), entrambi pubblicati su etichetta Atlantic Records. Anche il chitarrista Jimmy McCulloch si unì alla band per qualche tempo dopo aver lasciato i Wings di Paul McCartney. La permanenza di McCulloch con il gruppo durò solo pochi mesi a fine 1977. Sia Playmates che 78 in the Shade, gli album della riunione, furono degli insuccessi dal punto di vista commerciale e critico. Sfortunatamente per la band, la musica pop mainstream inglese aveva intrapreso ormai un'altra direzione, ed era il punk rock il "genere del momento". Dopo l'esperienza fallimentare, nel maggio 1978 gli Small Faces si sciolsero nuovamente e questa volta definitivamente.

## Tracce
1. High and Happy (Marriott) - 2:42
2. Never Too Late (Marriott, McLagan) - 3:50
3. Tonight (Marriott, John Pidgeon) - 2:47
4. Saylarvee (Marriott) - 2:17
5. Find It (Lane, Marriott, McLagan) - 6:01
6. Lookin' for a Love (Alexander, Samuels) - 3:13
7. Playmates (Marriott) - 3:37
8. This Song's Just for You (Marriott, McLagan) - 4:06
9. Drive-In Romance (Marriott, John Pidgeon) - 5:11
10. Smilin' in Tune (Lane, Marriott, McLagan) - 4:44

## Formazione
Small Faces
- Steve Marriott – chitarra, voce solista
- Ian McLagan – tastiere, voce
- Rick Wills – basso, voce
- Kenney Jones – batteria, voce

Musicisti aggiuntivi
- Vicki Brown – cori
- Mel Collins – sassofono
- P. P. Arnold – cori
- Joe Brown – mandolino, chitarra acustica
- Dave Hynes – cori
- Greg Ridley – cori